# The Story of The Who
The Story of The Who é uma coletânea da banda de rock britânica The Who lançada no Reino Unido em setembro de 1976. Pegando carona no sucesso do filme Tommy, alcançou a segunda colocação das paradas musicais britânicas. Fora de catálogo, não foi reeditada em CD.

## Faixas
Todas as canções compostas por Pete Townshend, exceto onde especificado em contrário.
Disco um
1. "Magic Bus" – 4:33 (versão mais longa lançada em Meaty Beaty Big and Bouncy)
2. "Substitute" – 3:48
3. "Boris the Spider" (John Entwistle) – 2:26
4. "Run Run Run" – 2:44
5. "I'm a Boy" (versão acelerada) – 2:36
6. "(Love is Like A) Heat Wave" (Holland–Dozier–Holland) – 2:41
7. "My Generation" (edição do LP de Live At Leeds) – 3:17
8. "Pictures of Lily" – 2:47
9. "Happy Jack" – 2:13
10. "The Seeker" – 3:24
11. "I Can See for Miles" – 4:17
12. "Bargain" – 5:31
13. "Squeeze Box" – 2:42

Disco dois
1. "Amazing Journey" – 3:26
2. "Acid Queen" – 3:34
3. "Do You Think It's Alright?" – 0:26
4. "Fiddle About" (Entwistle) – 1:30
5. "Pinball Wizard" – 3:01
6. "I'm Free" – 2:39
7. "Tommy's Holiday Camp" (Keith Moon) – 0:57
8. "We're Not Gonna Take It" – 3:36
9. "Summertime Blues" (Eddie Cochran, Jerry Capehart) (versão de Live at Leeds) – 3:29
10. "Baba O'Riley" – 5:09
11. "Behind Blue Eyes" – 3:44
12. "Slip Kid" – 4:32
13. "Won't Get Fooled Again" – 8:33